# Брукгейвен (переписна місцевість, Нью-Йорк)
Брукгейвен (англ. Brookhaven) — переписна місцевість (CDP) в США, в окрузі Саффолк штату Нью-Йорк. Населення — 3330 осіб (2020).

## Географія
Брукгейвен розташований за координатами 40°46′36″ пн. ш. 72°54′28″ зх. д. / 40.77667° пн. ш. 72.90778° зх. д. (40.776671, -72.907833).  За даними Бюро перепису населення США в 2010 році переписна місцевість мала площу 15,30 км², з яких 14,92 км² — суходіл та 0,38 км² — водойми.

## Демографія
Згідно з переписом 2010 року, у переписній місцевості мешкала 3451 особа в 1176 домогосподарствах у складі 794 родин. Густота населення становила 226 осіб/км².  Було 1268 помешкань (83/км²).
Расовий склад населення:
| - 89,3 % — білих - 6,6 % — чорних або афроамериканців - 0,7 % — азіатів - 0,1 % — корінних американців - 1,8 % — осіб інших рас |

До двох чи більше рас належало 1,5 %. Частка іспаномовних становила 6,1 % від усіх жителів.
За віковим діапазоном населення розподілялося таким чином: 19,9 % — особи молодші 18 років, 61,0 % — особи у віці 18—64 років, 19,1 % — особи у віці 65 років та старші. Медіана віку мешканця становила 47,3 року. На 100 осіб жіночої статі у переписній місцевості припадало 93,2 чоловіків;  на 100 жінок у віці від 18 років та старших — 92,0 чоловіків також старших 18 років.
Середній дохід на одне домашнє господарство  становив 128 449 доларів США (медіана — 90 833), а середній дохід на одну сім'ю — 162 122 долари (медіана — 127 031). Медіана доходів становила 74 091 долар для чоловіків та 58 625 доларів для жінок. За межею бідності перебувало 8,7 % осіб, у тому числі 2,9 % дітей у віці до 18 років та 4,1 % осіб у віці 65 років та старших.
Цивільне працевлаштоване населення становило 1381 особа. Основні галузі зайнятості: освіта, охорона здоров'я та соціальна допомога — 31,2 %, науковці, спеціалісти, менеджери — 11,8 %, роздрібна торгівля — 10,7 %.